# Cimitirul Central din Viena

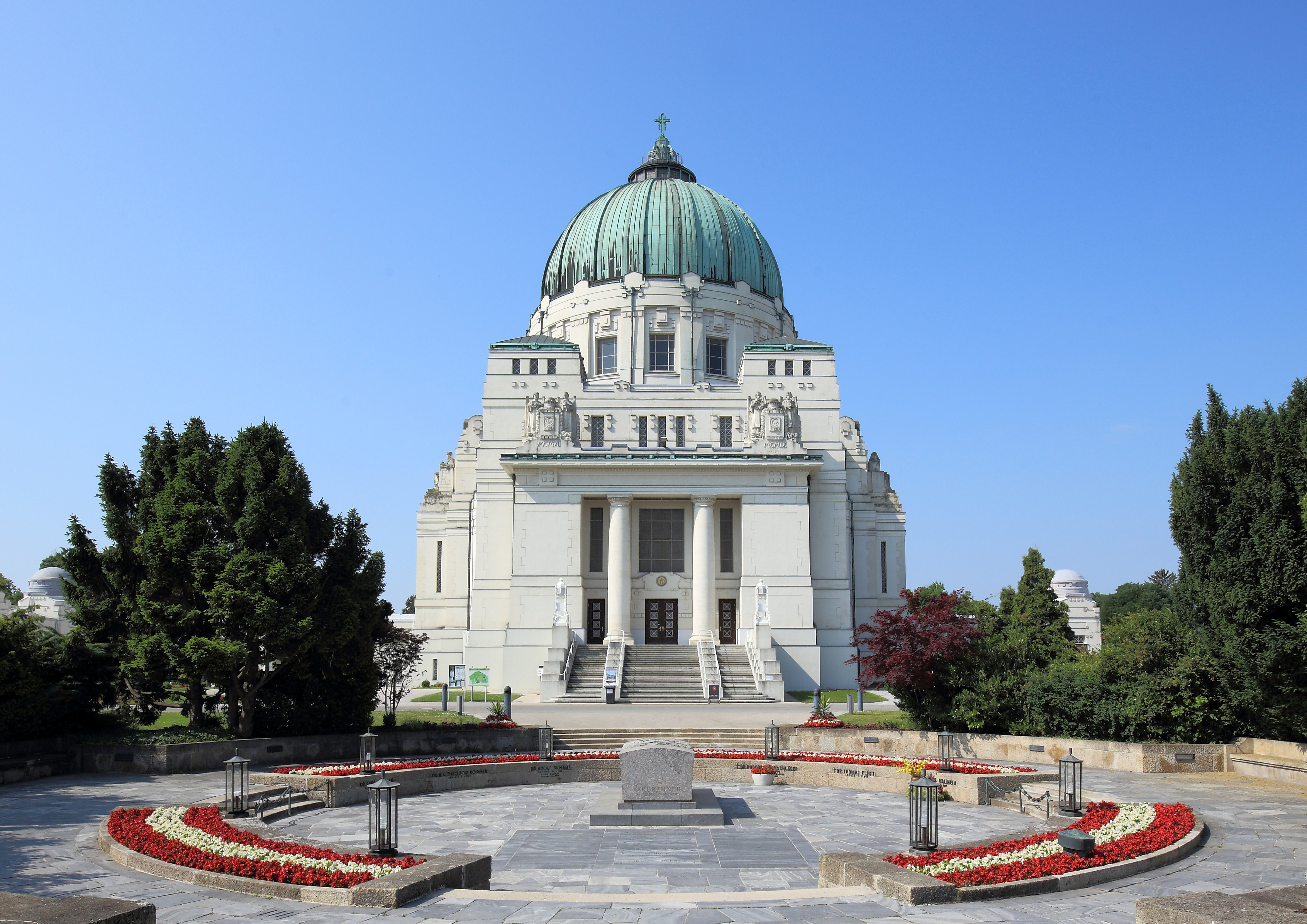
Biserica Sf. Carol Borromaeus și cripta președinților Austriei (în prim plan)

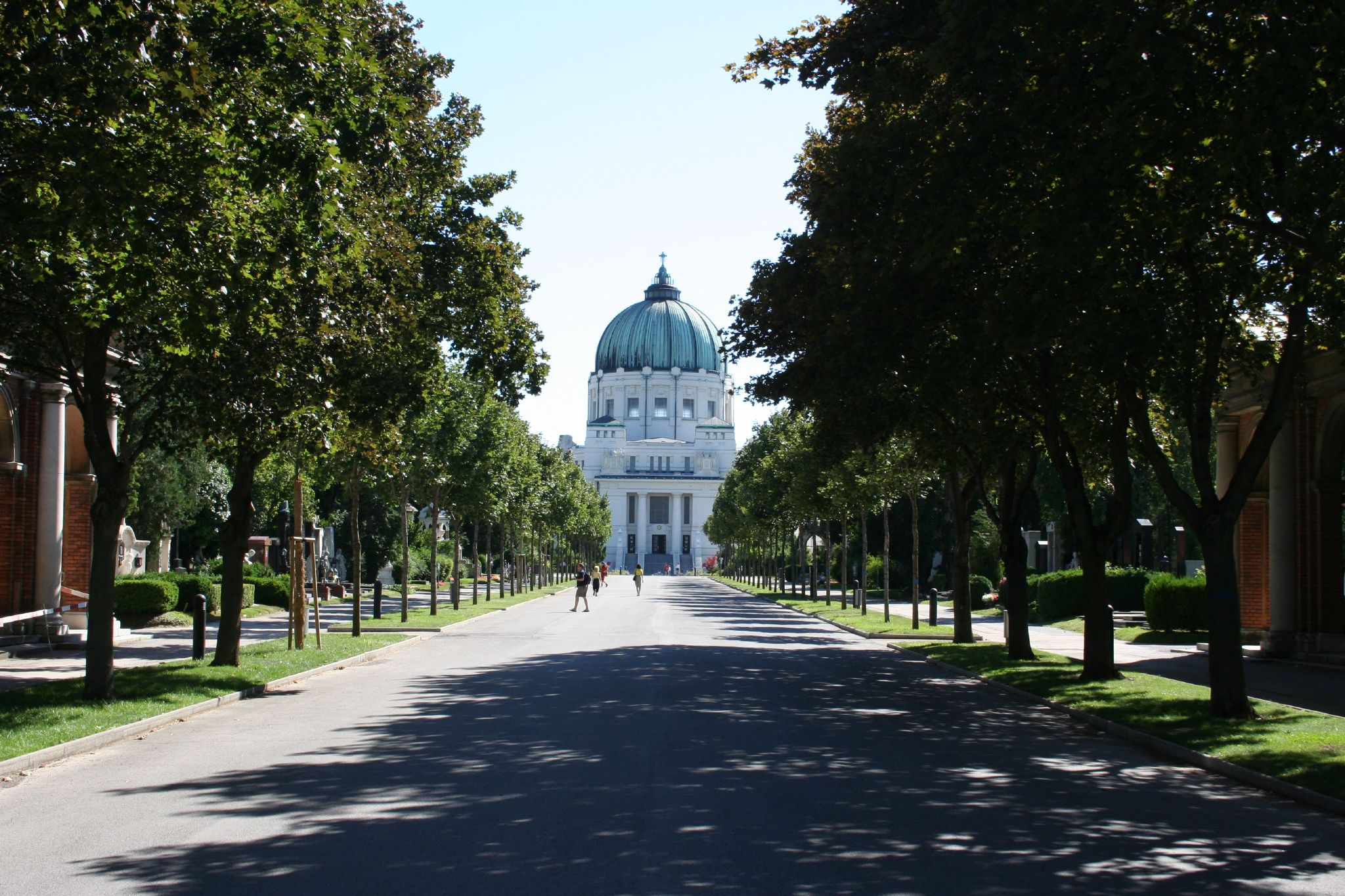
Poarta 2, cu vedere spre Karl-Borromäus-Kirche

Cimitirul Central din Viena (în germană Wiener Zentralfriedhof, colocvial Zentralfriedhof) a fost înființat în anul 1874. Cu o suprafață de 2,5 km² și circa trei milioane de înmormântați este unul din cele mai mari cimitire din Europa. Datorită multitudinii de cenotafe, a construcțiilor în stilul secesiunii vieneze și a arealului extins pe care îl ocupă, cimitirul se numără printre obiectivele turistice cele mai deosebite ale Vienei.

## Istoric

### Urmările reformelor iozefine
Reformele dispuse în anul 1784 de împăratul Iosif al II-lea au prevăzut, între altele, înființarea unor cimitire orășenești supraconfesionale, în afara centurii de atunci a Vienei (vezi și edictele iozefine de toleranță religioasă).

### Conflictul confesional
În anul 1863 consiliul orășenesc al Vienei a luat decizia înființării unui cimitir central supraconfesional. Această decizie a fost primită negativ în cercurile catolice. În anii 1870 s-a ajuns chiar la proteste publice, când a fost permisă inclusiv comunității evreiești dobândirea unei parcele proprii în cadrul cimitirului.
Deoarece în ziua prevăzută pentru inaugurare se prefigurau proteste ale unor cercuri conservatoare, ceremonia de sfințire a cimitirului a avut loc cu o zi mai devreme, pe 30 octombrie 1874, în urma înțelegerii dintre primarul Cajetan Felder și cardinalul Joseph Othmar von Rauscher.
La 1 noiembrie 1874, de Toți Sfinții, Cimitirul Central din Viena a fost dat în folosință, prin oficierea primei înmormântări.

### Cimitirul Central în prezent

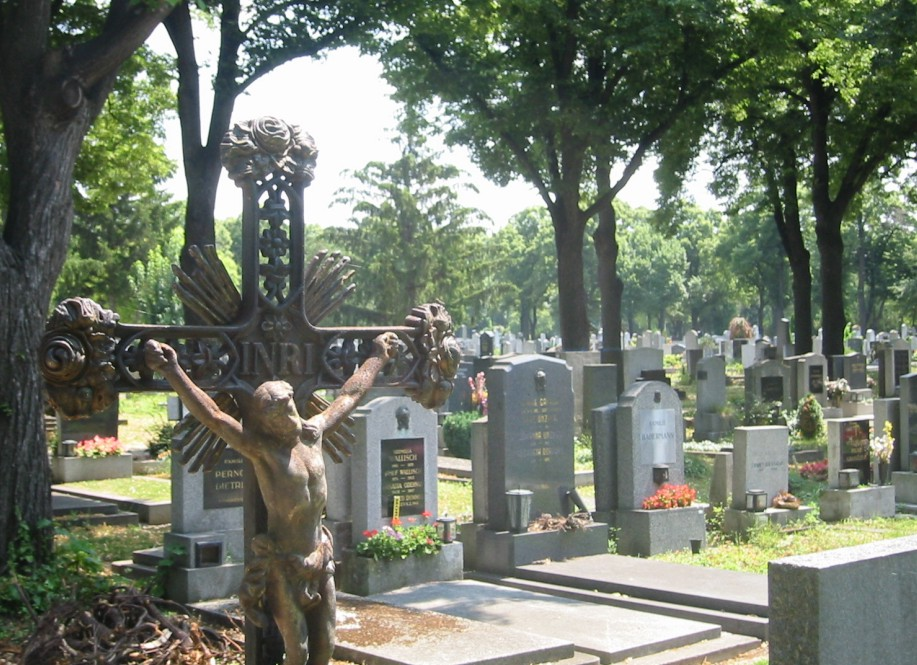
Gräberreihen auf dem Zentralfriedhof

Mai multe mii de persoane au participat în februarie 1998 la ceremonia de înmormântare a starului Falco.

## Morminte de onoare

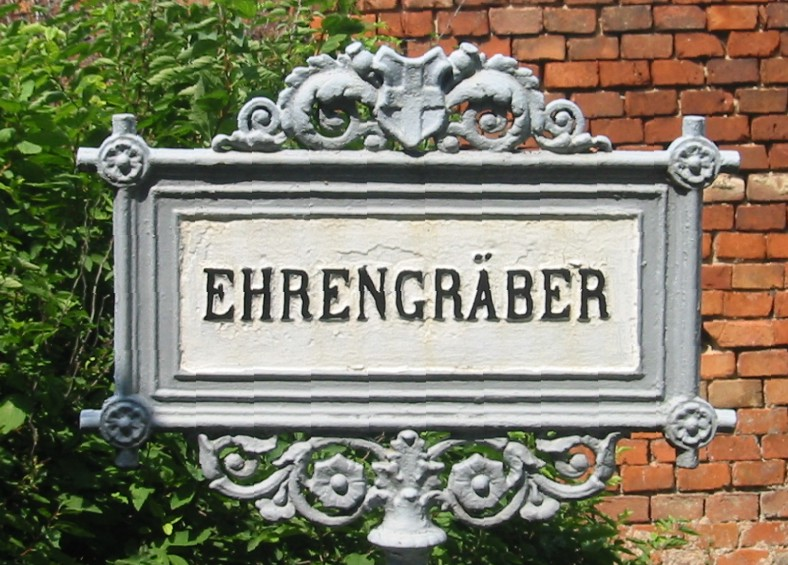
Ehrengräber auf dem Wiener Zentralfriedhof

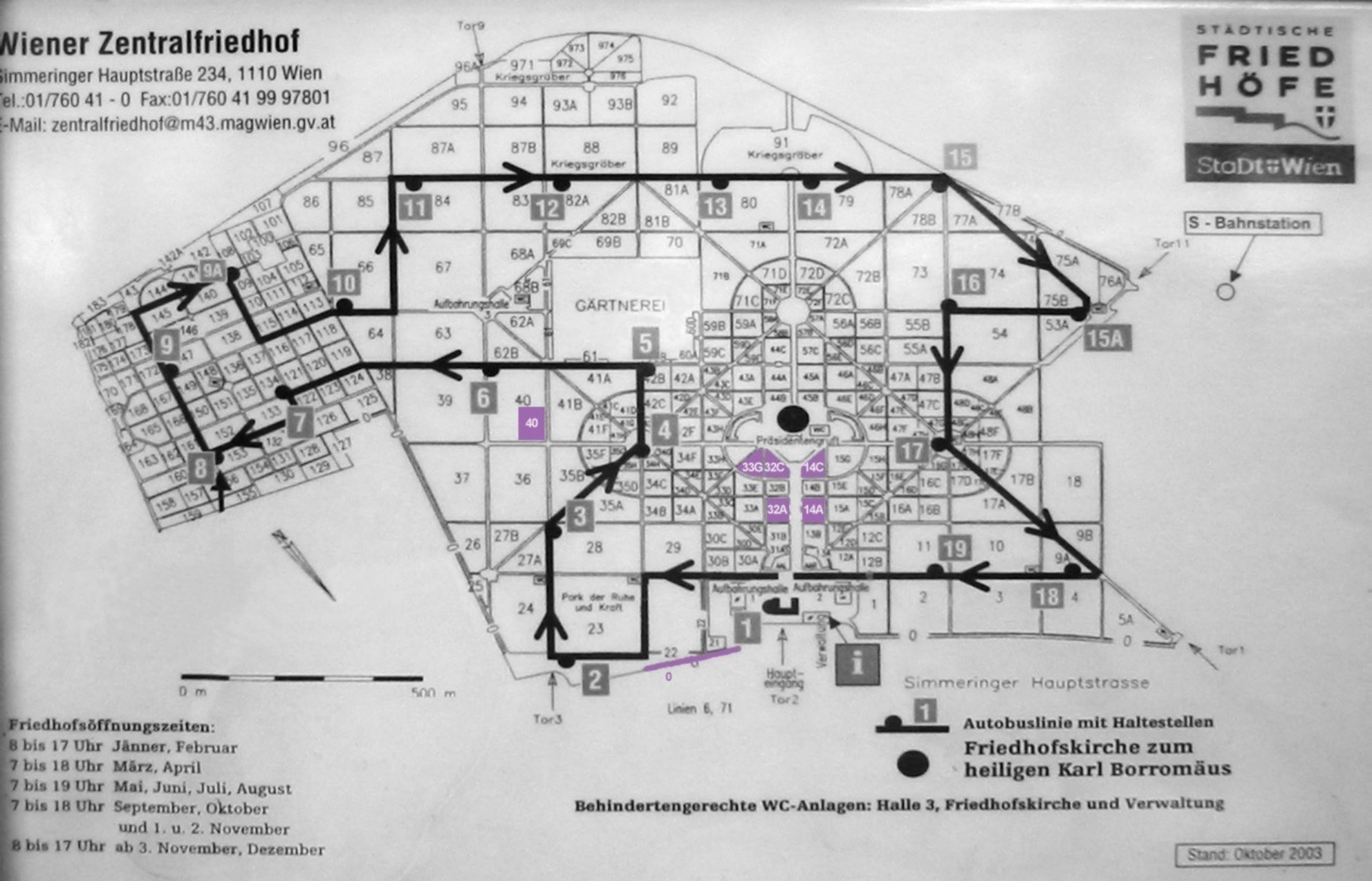
Plan des Zentralfriedhofs mit eingezeichneten Ehrengräbergruppen

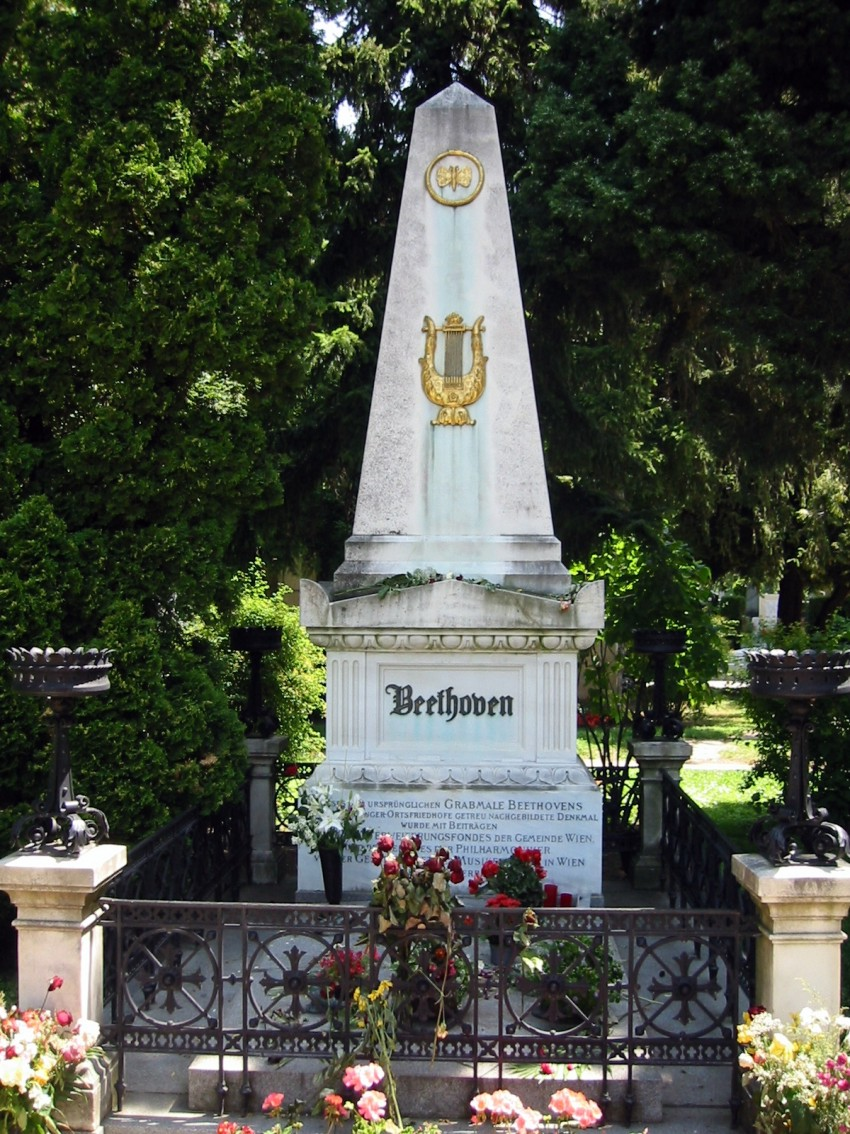
Ludwig van Beethoven

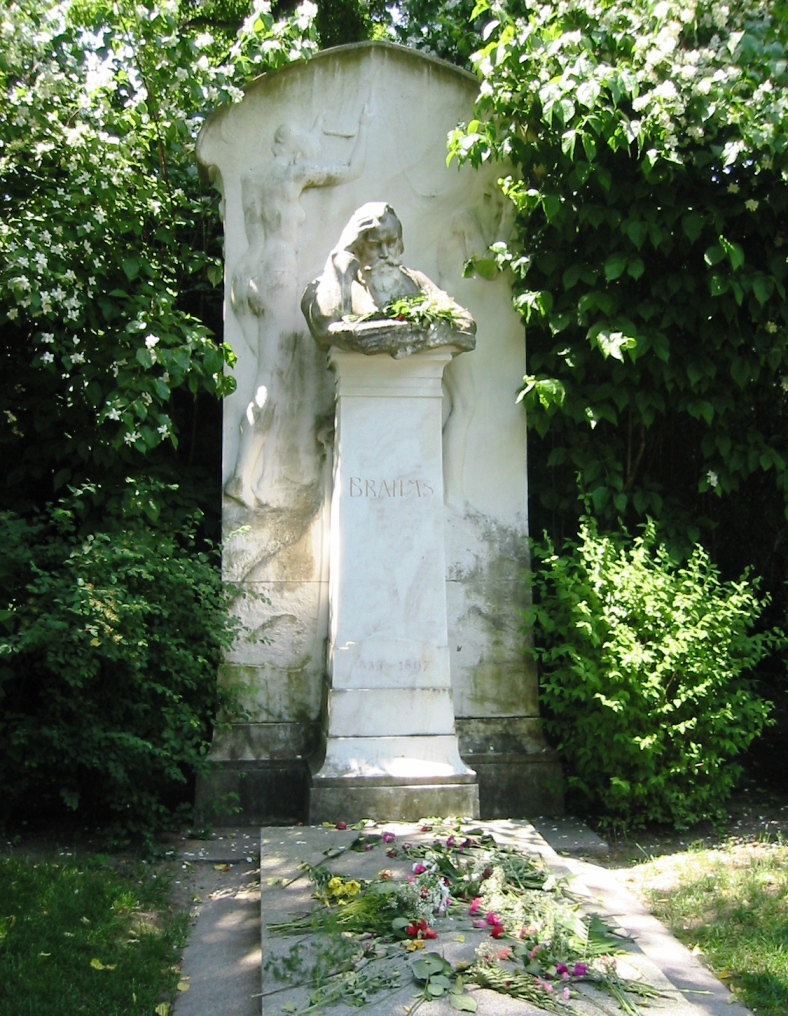
Johannes Brahms

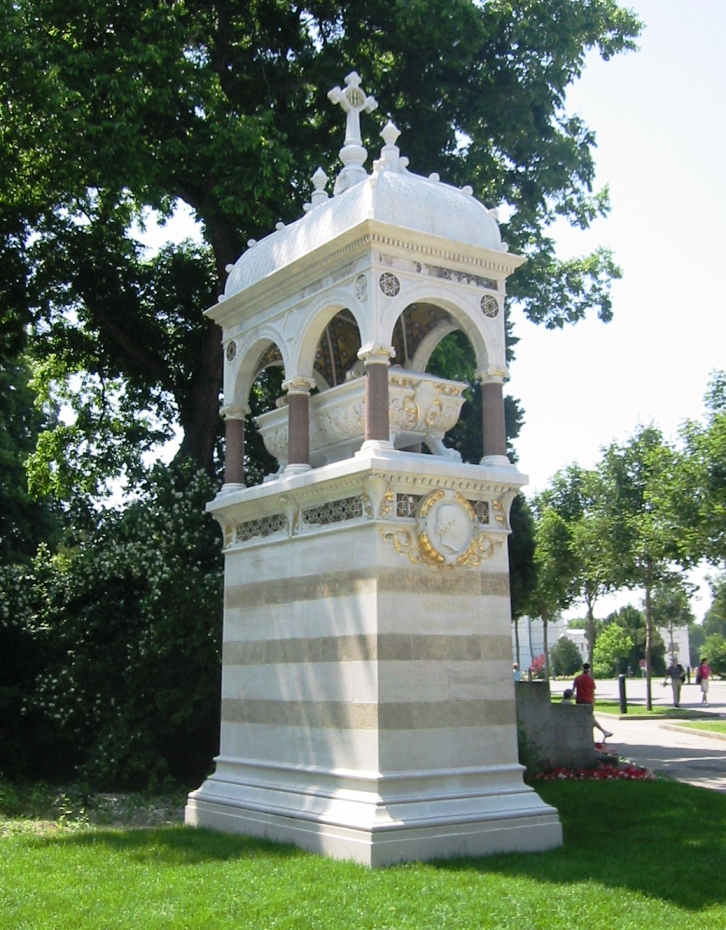
Carl Ritter von Ghega

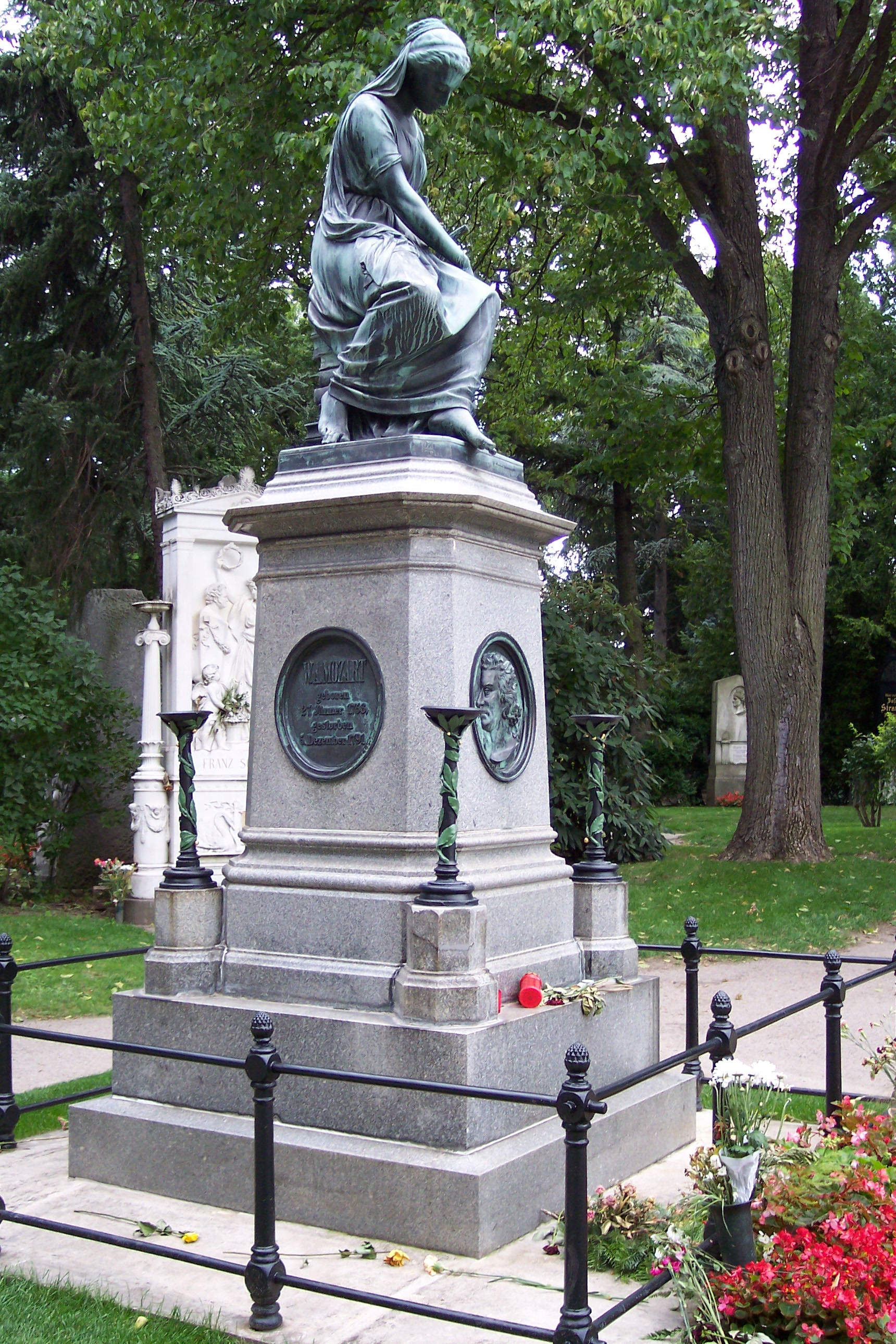
W. A. Mozart Grabdenkmal

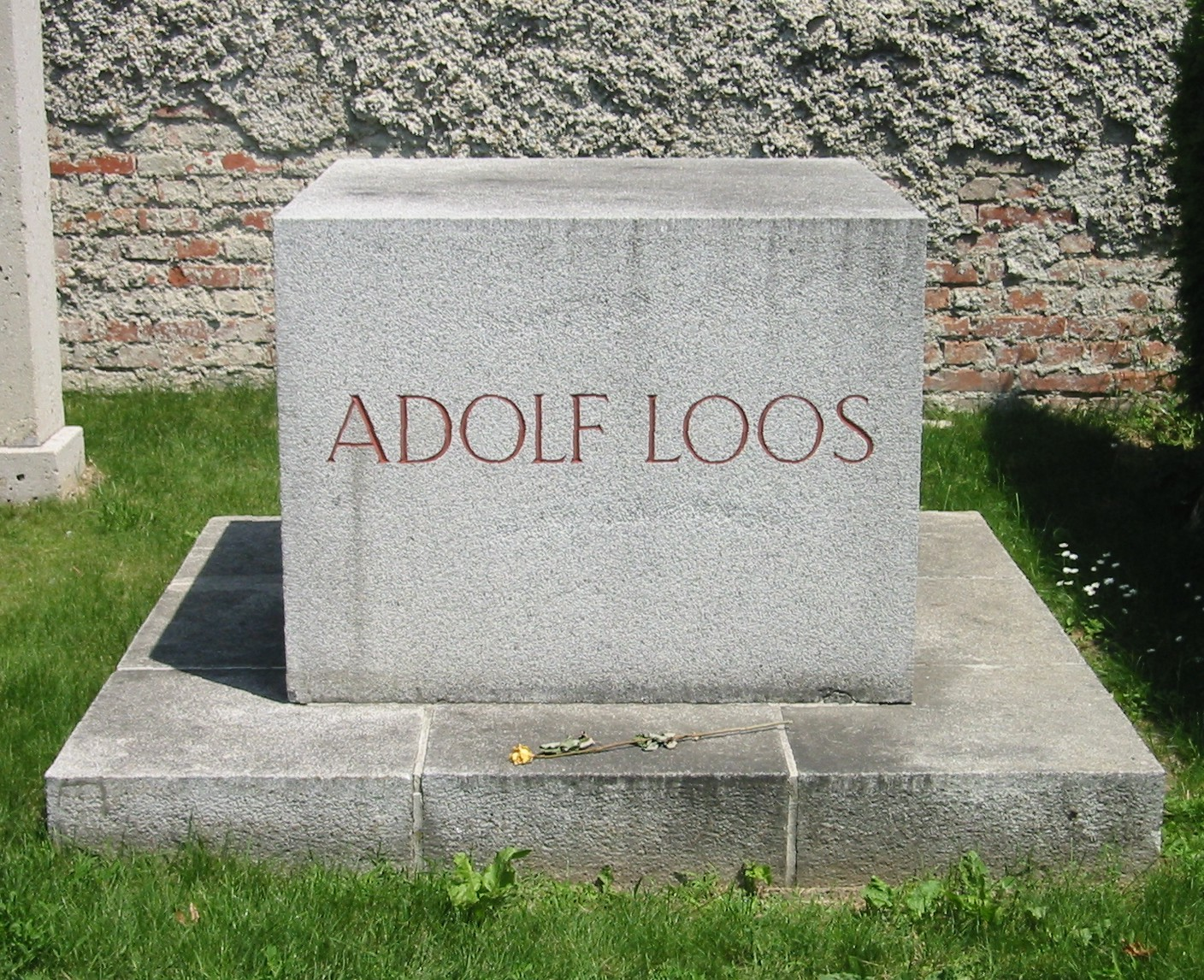
Adolf Loos

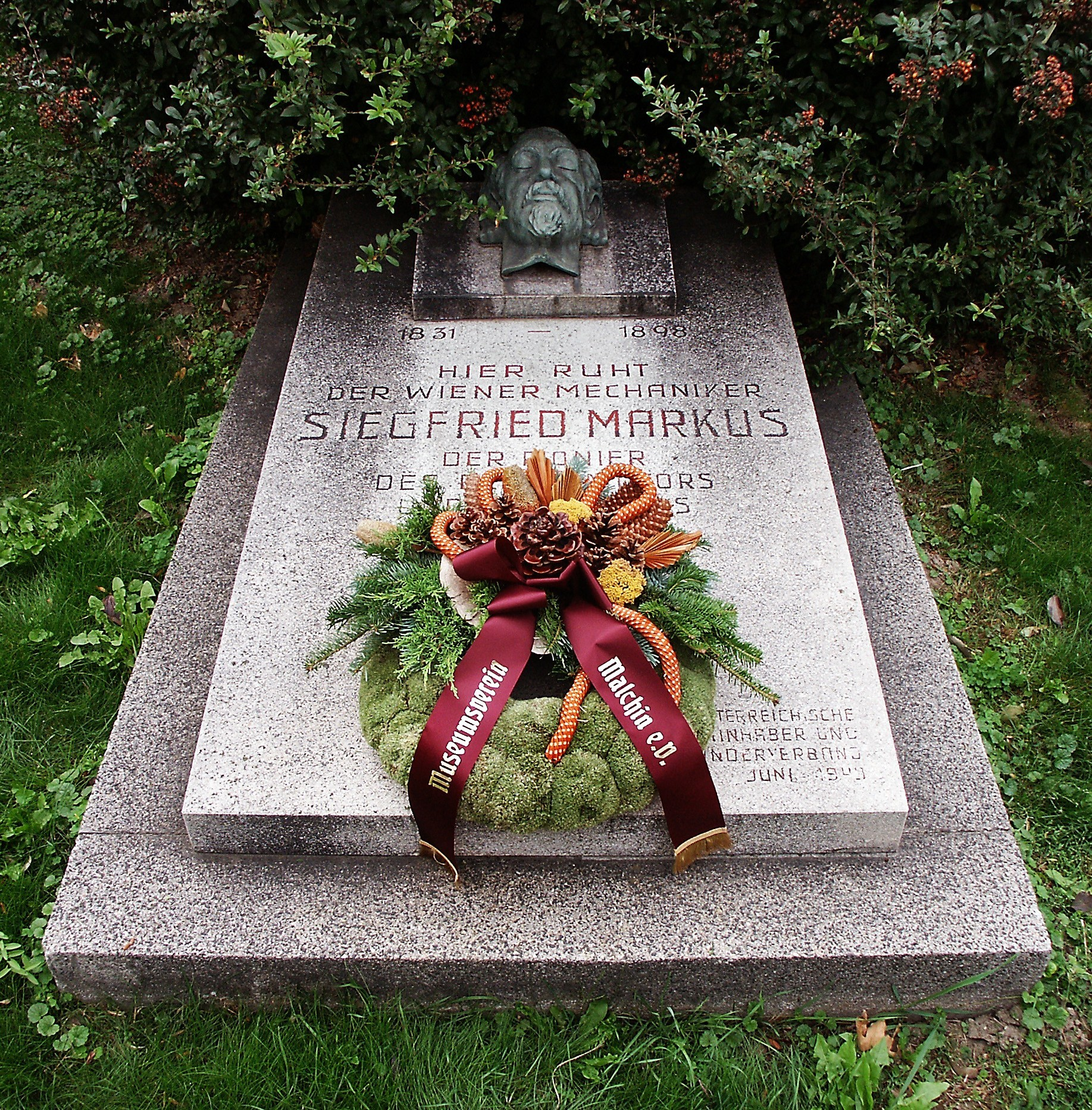
Siegfried Marcus

| Name                        | Lebensdaten | Tätigkeit                                          |
| --------------------------- | ----------- | -------------------------------------------------- |
| Ludwig Anzengruber          | 1839–1889   | Schriftsteller                                     |
| Ludwig van Beethoven        | 1770–1827   | Komponist                                          |
| Max (Maxi) Böhm             | 1916–1982   | Schauspieler                                       |
| Ludwig Boltzmann            | 1844–1906   | Mathematiker und Physiker                          |
| Johannes Brahms             | 1833–1897   | Komponist                                          |
| Gerhard Bronner             | 1922–2007   | Kabarettist und Musiker                            |
| Karl Farkas                 | 1893–1971   | Schauspieler und Kabarettist                       |
| Peter Fendi                 | 1796–1842   | Maler und Lithograph                               |
| Leopold Figl                | 1902–1965   | Politiker                                          |
| Carl von Ghega              | 1802–1860   | Ingenieur, constructorul Căii ferate Semmering     |
| Christoph Willibald Gluck   | 1714–1787   | Komponist                                          |
| Theophil von Hansen         | 1813–1891   | Architekt (Bauten an der Wiener Ringstraße)        |
| Karl von Hasenauer          | 1833–1894   | Architekt                                          |
| Josef Hoffmann              | 1870–1956   | Architekt und Designer                             |
| Paul Hörbiger               | 1894–1981   | Schauspieler                                       |
| Ernst Jandl                 | 1925–2000   | Schriftsteller                                     |
| Curd Jürgens                | 1915–1982   | Schauspieler                                       |
| Bruno Kreisky               | 1911–1990   | Politiker                                          |
| György Ligeti               | 1923–2006   | Komponist                                          |
| Theo Lingen                 | 1903–1978   | Schauspieler                                       |
| Adolf Loos                  | 1870–1933   | Architekt                                          |
| Siegfried Marcus            | 1831–1898   | Automobilpionier                                   |
| Hans Moser                  | 1880–1964   | Schauspieler                                       |
| Alois Negrelli von Moldelbe | 1799–1858   | Ingenieur, plante den Sueskanal                    |
| Johann Nestroy              | 1801–1862   | Schauspieler und Dramatiker                        |
| Peter von Nobile            | 1774–1854   | Architekt                                          |
| Eduard van der Nüll         | 1812–1868   | Architekt (Wiener Staatsoper)                      |
| Ida Pfeiffer                | 1797–1858   | Entdeckerin und Reiseschriftstellerin              |
| Marcel Prawy                | 1911–2003   | Dramaturg und Opernkritiker                        |
| Helmut Qualtinger           | 1928–1986   | Schauspieler, Kabarettist und Autor                |
| Julius Raab                 | 1891–1964   | Politiker                                          |
| Erwin Ringel                | 1921–1994   | Arzt und Psychologe, Pionier der Suizidforschung   |
| Antonio Salieri             | 1750–1825   | Komponist                                          |
| Emil Jakob Schindler        | 1842–1892   | Maler                                              |
| Friedrich von Schmidt       | 1825–1891   | Architekt (Wiener Rathaus)                         |
| Arnold Schönberg            | 1874–1951   | Komponist, Begründer der Zwölftonmusik             |
| Franz Schubert              | 1797–1828   | Komponist                                          |
| Albin Skoda                 | 1909–1961   | Schauspieler                                       |
| Robert Stolz                | 1880–1975   | Komponist                                          |
| Johann Strauss (tatăl)      | 1804–1849   | Komponist                                          |
| Johann Strauss (fiul)       | 1825–1899   | Komponist                                          |
| Franz von Suppé             | 1819–1895   | Komponist                                          |
| Karl Waldbrunner            | 1906–1980   | Politiker                                          |
| Hans Weigel                 | 1908–1991   | Schriftsteller                                     |
| Max Weiler                  | 1910–2001   | Maler                                              |
| Franz Werfel                | 1890–1945   | Schriftsteller                                     |
| Hugo Wiener                 | 1904–1993   | Komponist und Autor                                |
| Anton Wildgans              | 1881–1932   | Dichter                                            |
| Hugo Wolf                   | 1860–1903   | Komponist                                          |
| Fritz Wotruba               | 1907–1975   | Bildhauer                                          |
| Joe Zawinul                 | 1932–2007   | Jazz-Pianist, Keyboarder, Komponist und Bandleader |
| Helmut Zilk                 | 1927–2008   | Politiker                                          |

### Ehrenhalber gewidmete Gräber (Auswahl)

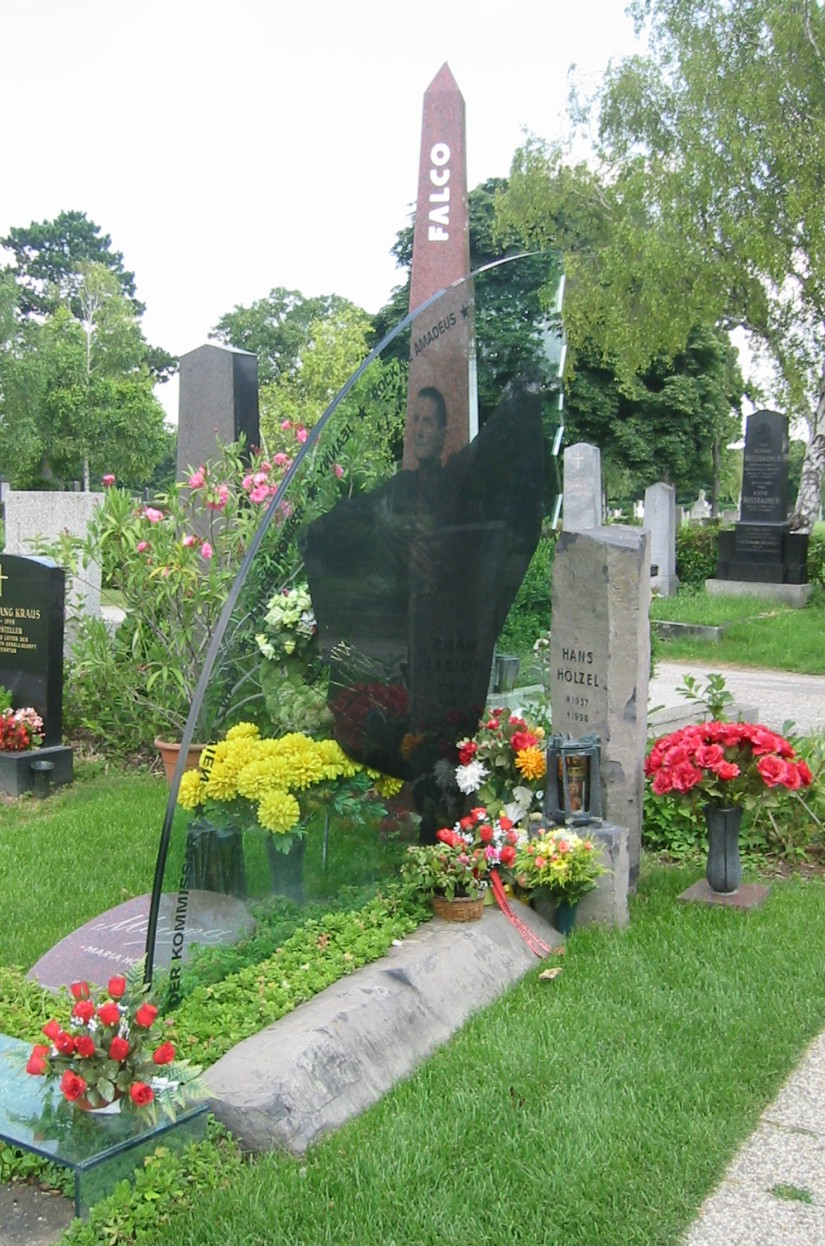
Falco

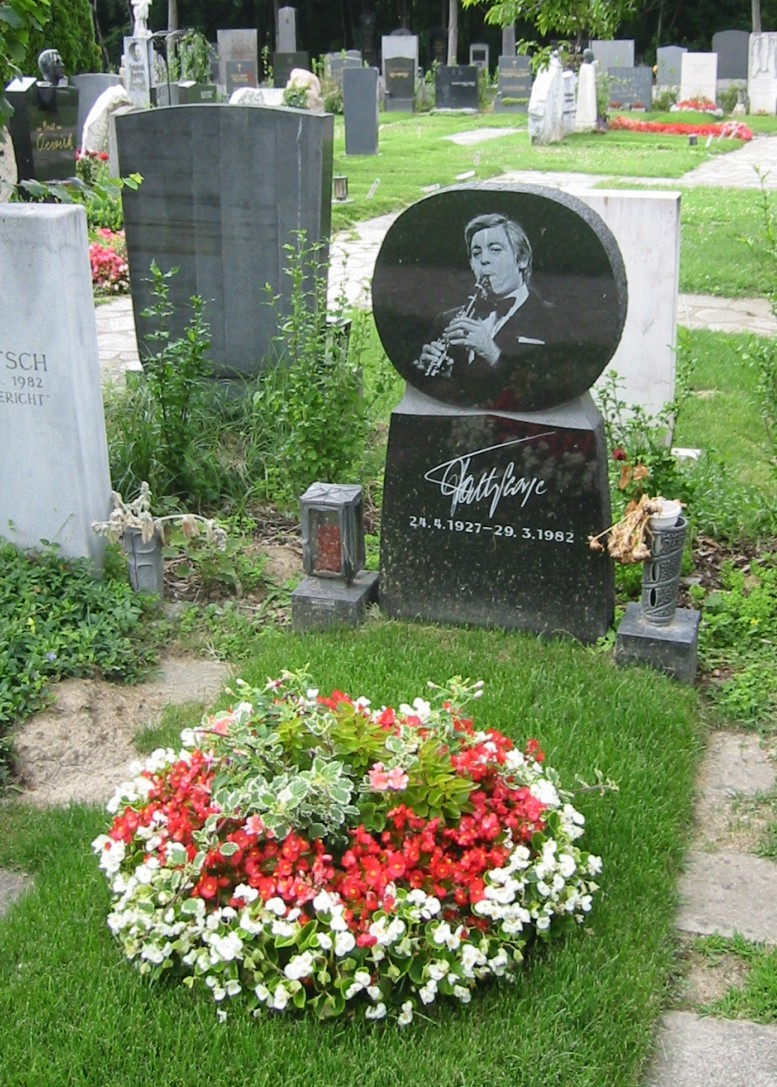
Fatty George

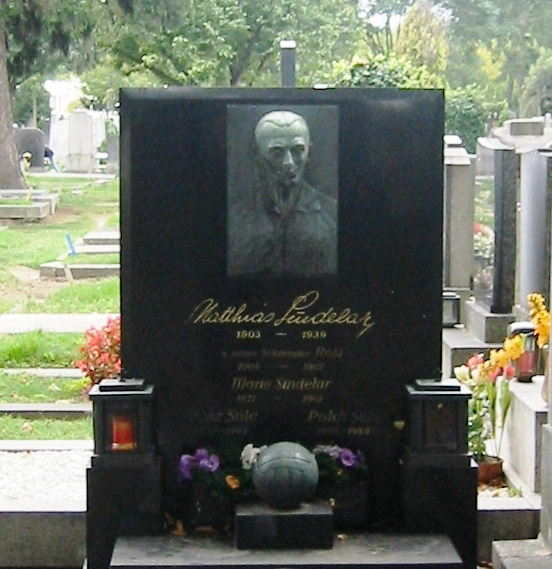
Matthias Sindelar

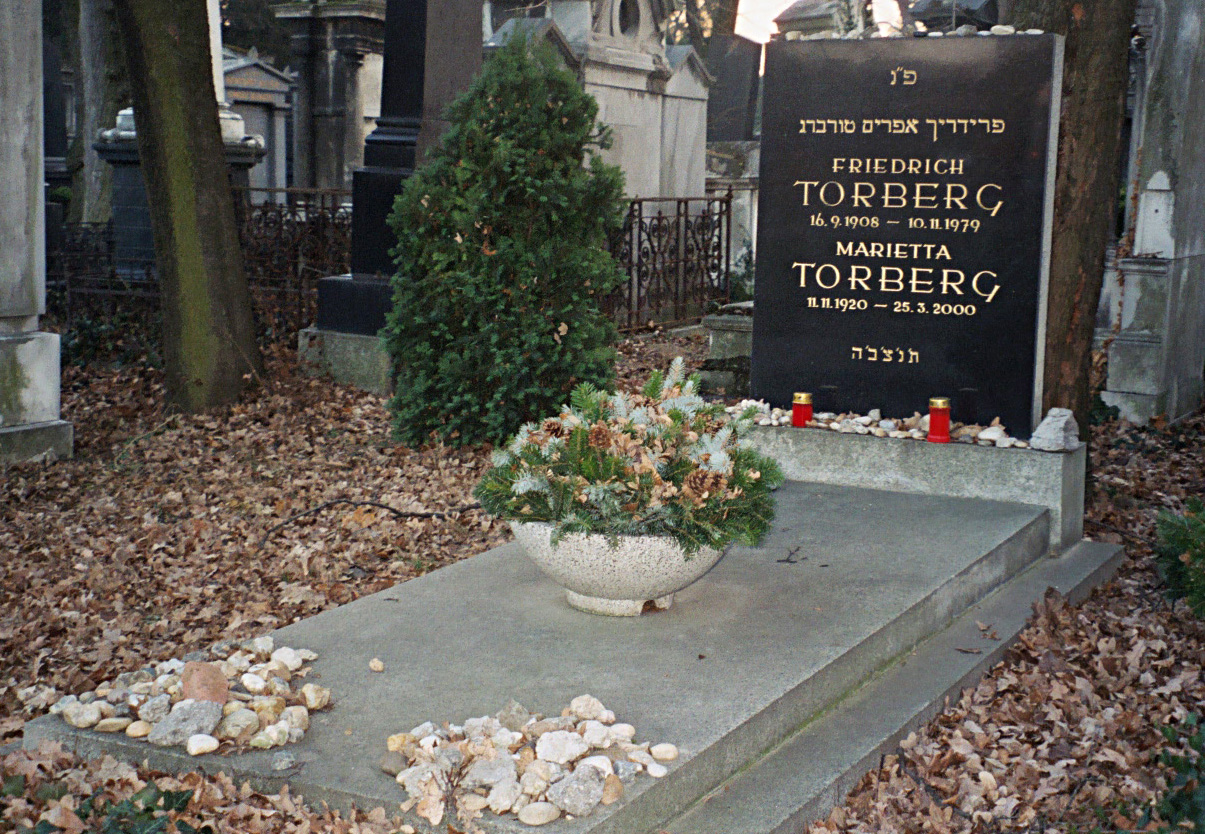
Friedrich Torberg

| Name                  | Lebensdaten | Tätigkeit                                                          |
| --------------------- | ----------- | ------------------------------------------------------------------ |
| Victor Adler          | 1852–1918   | Politiker                                                          |
| Jean Améry            | 1912–1978   | Schriftsteller                                                     |
| Franz Antel           | 1913–2007   | Filmregisseur, Produzent und Autor                                 |
| Ludwig Bösendorfer    | 1835–1919   | Klavierbauer                                                       |
| Elfi von Dassanowsky  | 1924–2007   | Sängerin, Pianistin und Produzentin                                |
| Franz (Ferry) Dusika  | 1908–1984   | Radrennfahrer                                                      |
| Falco (Johann Hölzel) | 1957–1998   | Popmusiker                                                         |
| Fatty George          | 1927–1982   | Jazzmusiker                                                        |
| Alexander Girardi     | 1850–1918   | Schauspieler                                                       |
| Ludwig Gottsleben     | 1836–1911   | Schriftsteller und Schauspieler                                    |
| Hans-Peter Heinzl     | 1942–1996   | Schauspieler und Kabarettist                                       |
| Joachim Kemmer        | 1939–2000   | Schauspieler, Kabarettist und Synchronsprecher                     |
| Ludwig von Köchel     | 1800–1877   | Muzicolog, autor al Catalogului Köchel                             |
| Karl Kraus            | 1874–1936   | Schriftsteller                                                     |
| Josef Kriehuber       | 1800–1876   | Maler und Lithograph                                               |
| Carl Kundmann         | 1838–1919   | Bildhauer                                                          |
| Hermann Leopoldi      | 1888–1959   | Komponist und Kabarettist                                          |
| Paul Löwinger         | 1904–1988   | Volksschauspieler („Löwinger Bühne“)                               |
| Karl Lueger           | 1844–1910   | Politiker                                                          |
| Carl Merz             | 1906–1979   | Kabarettist und Schriftsteller                                     |
| Friedrich Ohmann      | 1858–1927   | Architekt                                                          |
| Hans Pemmer           | 1886–1972   | Lehrer und Heimatforscher, gründete das erste Wiener Bezirksmuseum |
| Annie Rosar           | 1888–1963   | Schauspielerin                                                     |
| Karl Seitz            | 1869–1950   | Politiker                                                          |
| Matthias Sindelar     | 1903–1939   | Fußballspieler, Kapitän des österreichischen „Wunderteams“         |
| Erich Sokol           | 1933–2003   | Illustrator und Karikaturist                                       |
| Franz Stoß            | 1909–1995   | Schauspieler und Theaterleiter                                     |
| Friedrich Torberg     | 1908–1979   | Schriftsteller                                                     |
| Ernst Waldbrunn       | 1907–1977   | Schauspieler und Kabarettist                                       |
| Peter Wehle           | 1914–1986   | Komponist, Autor und Kabarettist                                   |
| Carl Zeller           | 1842–1898   | Komponist                                                          |
| Helmut Zenker         | 1949–2003   | Schriftsteller und Drehbuchautor                                   |

## Siehe auch
- Liste von Friedhöfen in Wien
- Liste berühmter Begräbnisstätten

## Literatur
- Werner T. Bauer: Wiener Friedhofsführer. Genaue Beschreibung sämtlicher Begräbnisstätten nebst einer Geschichte des Wiener Bestattungswesens. Falter Verlag, Wien 2004, ISBN 3-85439-335-0.
- Robert S. Budig, Gertrude Enderle-Burcel, Peter Enderle: Ehrengräber am Wiener Zentralfriedhof. Compress Verl., Wien 1995, Norbert Jakob Schmidt Verlagsgesellschaft, Wien 2006, ISBN 3-900607-26-5.
- Christopher Dietz: Die berühmten Gräber Wiens. Falco, Klimt, Kraus, Moser, Mozart, Qualtinger, Schiele, Schubert, Strauß u.v.a. Fotos von Wolfgang Ilgner, Sigrid Riedl-Hoffmann und Frank Thinius. Perlen-Reihe, Wien/München 2000, ISBN 3-85223-452-2.
- Hans Havelka: Der Wiener Zentralfriedhof. J & V Edition, Wien 1989, ISBN 3-85058-030-X.
- Hans Pemmer: Der Wiener Zentralfriedhof. Seine Geschichte und seine Denkmäler. Österreichischer Schulbücherverlag, Wien 1924.
- Patricia Steines: Hunderttausend Steine. Grabstellen großer Österreicher jüdischer Konfession auf dem Wiener Zentralfriedhof – Tor I und Tor IV. Falter Verlag, Wien 1993, ISBN 3-85439-093-9.
- Sepp Tatzel: Wien stirbt anders. mit den "Seitentotenblicken"auf dem Zentralfriedhof, ein Nachruf auf die Zukunft dieser Stadt. Ibera Verlag, Wien 2002, ISBN 3-85052-146-X.
- Josef Mahlmeister: Der Kölner Friedhof Melaten und der Wiener Zentralfriedhof. Fotoband mit Engelbilder. Palabros de Cologne, Köln am Rhein 2010, ISBN 978-3-9810559-8-6.

## Medien
- Es lebe der Zentralfriedhof. Reihe Universum. ORF, Wiener Umweltschutzabteilung, WDR und NDR Naturfilm, media wien,  Wien 2005 (mit Begleitbuch Wien - Es lebe der Zentralfriedhof. 4. Band der Buchreihe WIEN MOMENTE. Wien 2005, ISBN 3-900607-46-X. Universum-Dokumentation[nefuncțională]
, wien-konkret.at)